# Terminal Rodoviário de Porto Velho
O  Terminal Rodoviário de Porto Velho é um terminal rodoviário localizado na cidade de mesmo nome, em Rondônia, Brasil. 

## Localização
Situa-se na Av. Jorge Teixeira, no bairro Embratel, zona central de Porto Velho.

## Características
O terminal está situado no Centro de Porto Velho e a pouco mais de 4 km da orla do Rio Madeira.
A estrutura do Terminal Rodoviário de Porto Velho é extensa, com 8.457,59 metros quadrados de área construída. A rodoviária apresenta 13 plataformas de embarque e estacionamento acessíveis para usuários e funcionários. Possui ponto de táxi e ônibus, achados e perdidos, sanitários e restaurantes.
A Rodoviária liga a cidade a outras do Interior de Rondônia, Amazonas, Acre, Mato Grosso, Goiás, Distrito Federal, Paraná, São Paulo e Mato Grosso do Sul. 
Atuam no trecho as empresas Eucatur, Andorinha, Gontijo, Amatur, Matriz Transportes, Serra Azul, Viação Pretti, RodeRotas, Expresso Itamarati, Gran Express e Viação Marlim.

## Antigo terminal rodoviário
A rodoviária de Porto Velho ocupava o primeiro lugar no ranking das rodoviárias com pior infraestrutura entre as capitais brasileiras. O abandono era evidente, com instalações precárias que careciam de reparos e limpeza. A falta de investimentos afetava diretamente comerciantes, empresas de ônibus e passageiros, prejudicando a experiência de quem utilizava o terminal.
Além disso, a estrutura comprometida abrigava usuários de drogas em áreas abandonadas, transmitindo uma imagem negativa e afastando os visitantes que chegavam à capital de Rondônia. O entorno também apresentava problemas graves, como um canal que cortava o terreno, favorecendo o acúmulo de lixo, mato e mau cheiro. Buracos nas vias de entrada e saída de ônibus, além da sujeira no saguão e dentro dos estabelecimentos, reforçavam o estado de abandono.
Devido a estes problemas, foi realizado a interdição para que fosse demolida a estrutura antiga para a construção de um novo terminal rodoviário.

## Nova rodoviária
A nova rodoviária foi inaugurada dia 30 de dezembro de 2024. Possuindo 8.457,59 metros quadrados, o terminal agora dispõe de 13 plataformas de embarque e desembarque, 11 lojas, 26 boxes para agências, sala VIP, fraldário e banheiros.